# Niccolò Radulovich
Niccolò Radulovich (Polignano, 28 dicembre 1627 – Roma, 27 ottobre 1702) è stato un cardinale e arcivescovo cattolico italiano.
Arcivescovo di Chieti, ricoprì numerose cariche presso la Curia romana.

## Biografia
Nacque a Polignano (o, secondo altre fonti, a Napoli, o a Ragusa) da una famiglia aristocratica di origine croata che aveva ottenuto il titolo marchionale di Polignano. Addottoratosi in utroque jure, nel 1659 ricevette gli ordini minori ed entrò al servizio della Santa Sede sotto il pontificato di Alessandro VII, che lo nominò governatore di varie città dello Stato della Chiesa e poi referendario del Supremo Tribunale della Segnatura Apostolica.
Fu ordinato sacerdote il 16 febbraio 1659 ed il 10 marzo successivo venne eletto arcivescovo metropolita di Chieti: delegò l'amministrazione dell'arcidiocesi a dei vicari e rimase presso la Curia Romana, dove venne nominato segretario della Sacra Congregazione per i Vescovi e i Regolari.
Nel concistoro del 14 novembre 1699 papa Innocenzo XII lo creò cardinale e gli assegnò il titolo presbiterale di San Bartolomeo all'Isola.
Morì nel 1702: i funerali vennero celebrati nella chiesa di San Marcello dove venne anche inumato (per altre fonti, sarebbe stato sepolto nel suo titolo cardinalizio).

## Genealogia episcopale e successione apostolica
La genealogia episcopale è:
- Cardinale Guillaume d'Estouteville, O.S.B.Clun.
- Papa Sisto IV
- Papa Giulio II
- Cardinale Raffaele Sansone Riario
- Papa Leone X
- Papa Paolo III
- Cardinale Francesco Pisani
- Cardinale Alfonso Gesualdo di Conza
- Papa Clemente VIII
- Cardinale Pietro Aldobrandini
- Cardinale Laudivio Zacchia
- Cardinale Antonio Barberini, O.F.M.Cap.
- Cardinale Marcantonio Franciotti
- Cardinale Niccolò Radulovich

La successione apostolica è:
- Vescovo Oronzo Filomarini, C.R. (1700)
- Vescovo Benito Noriega, O.F.M. (1700)